# Joana de Hochberg
Joana de Hochberg-Sausenberg (em francês:  Jeanne, em alemão:  Johanna; Neuchâtel, 1485 – Époisses, 21 de setembro de 1543) foi suo jure condessa de Neuchâtel como sucessora de seu pai e duquesa de Longueville pelo seu casamento com Luís I de Orleães-Longueville.

## Família
Joana foi a segunda criança e única filha nascida do marquês Filipe de Hachberg-Sausenberg e de Maria de Saboia. Os seus avós paternos eram o marquês Rodolfo IV de Hachberg-Sausenberg e Margarida de Vienne. Os seus avós maternos eram Amadeu IX, Duque de Saboia e a princesa Iolanda da França.
Ela somente teve um irmão mais velho, Guilherme, que morreu em 1482.

## Biografia
Com a morte de seu pai, em 9 de setembro de 1503, Joana tornou-se a nova condessa de Neuchâtel. Ela também passou a reivindicar o estado de Baden, contudo, sob testamentos mútuos (confirmados em 1499 pelo imperador Maximiliano I), o marquês Filipe e o marquês Cristóvão de Baden haviam concordado que quem vivesse mais iria herdar as propriedades do outro em Baden. Apesar deste entrave, ela continuou a ostentar o título de marquesa de Baden, mesmo sem ter acesso ao território.
Outras terras reivindicadas pela condessa foram as do Principado de Orange. Seus trisavôs eram Maria, Princesa de Orange e seu marido, João III de Chalon-Arlay, cujo testamento apontava Alice, bisavó de Joana, como sua herdeira, caso não houvesse propagação da linhagem paterna por parte de seus dois filhos homens, o que de fato ocorreu.  
Após um longo processo, em 20 de novembro de 1553, mais de dez anos após a morte da condessa, foi decidido em julgamento que Guilherme I, Príncipe de Orange devolvesse a posse do principado aos descendentes de Joana. Porém, ele não o fez.
No dia 3 de novembro de 1504, Joana casou-se com o futuro duque Luís I de Orleães-Longueville, passando a governar junto com ele. Ele era filho de Francisco I de Orleães-Longueville, conde de Dunois e governador da Normandia e de Inês de Saboia.
Em 1512, Neuchâtel foi ocupado pela Antiga Confederação Helvética, devido a posição política favorável ao franceses de Luís, a qual era considerada uma ameaça de segurança para a organização. A condessa esteve envolvida nas negociações com os cantões suíços para o término da ocupação e ganhar acesso ao país. Quando ficou viúva, em 1516, a sua posição melhorou, e em 1529, a invasão foi descontinuada, e Joana pôde voltar a reinar.
Joana faleceu no dia 21 de setembro de 1543, na cidade de Époisses, com aproximadamente 58 anos de idade. Foi enterrada na Igreja dos Jacobinos, em Dijon.

## Descendência
- Cláudio de Orleães-Longueville (1507 – 9 de novembro de 1524), foi duque de Longueville, morto no Cerco de Pávia. Não casou nem teve descendência;
- Luís II de Orleães-Longueville (5 de junho de 1510 – 9 de junho de 1537), duque de Longueville, foi o primeiro marido de Maria de Guise, com quem teve dois filhos;
- Carlota de Orleães-Longueville (1 de novembro de 1512 – 8 de setembro de 1549), Mademoiselle de Longueville antes do casamento; casou com Filipe de Saboia, Duque de Nemours, com quem teve dois filhos;
- Francisco de Orleães, Marquês de Rothelin (11 de março de 1513 – 25 de outubro de 1548), conde de Neuchâtel como sucessor de sua mãe; casou com Jaqueline de Rohan, com quem teve dois filhos.

## Memória
Em 1943, uma rua da cidade de Neuchâtel, rue Jehanne de Hochberg, foi baptizada em sua honra.
| Joana de Hochberg Família de HochbergRamo cadete da Casa de ZähringenNascimento: 1480 Morte: 1 de agosto 1516 |                                                                   |                                                    |
| Nobreza da França                                                                                             |                                                                   |                                                    |
| Precedido por: Francisca de Alençon                                                                           | Duquesa de Longueville 1512 – 1516                                | Sucedido por: Maria de Guise                       |
| Títulos reais                                                                                                 |                                                                   |                                                    |
| Precedido por: Filipe de Hachberg-Sausenberg                                                                  | Condessa Soberana de Neuchâtel 1503 – 1543 (com Luís I 1504-1516) | Sucedido por: Francisco III de Orleães-Longueville |